# Louis Falco
Louis Falco (New York, 2 agosto 1942 – New York, 26 marzo 1993) è stato un ballerino e coreografo statunitense.

## Biografia
Louis Falco nacque a New York da genitori italiani meridionali immigrati. Iniziò a studiare danza negli anni '50 presso The Henry Street Playhouse con Murray Louis e Alwin Nikolais. Frequentò la High School of Performing Arts ed era ancora uno studente quando iniziò ad esibirsi con Charles Weidman. Nel 1960 iniziò a ballare professionalmente con José Limón e apparve anche con Flower Hujer, Alvin Ailey e Donald McKayle. Danzò con la Compagnia di balletto José Limón dal 1960 al 1970 e con Rudolf Nureyev nel film di Limon The Moor's Pavane a Broadway nella stagione 1974 - 1975. Il suo spettacolo d'addio fu con Luciana Savignano alla Scala di Milano in The Eagle's Nest. Falco era considerato un danzatore straordinariamente dotato e un artista carismatico.
Falco fece il suo debutto come coreografo nel 1967. Fu uno dei primi coreografi a sperimentare con gruppi rock e altre innovazioni sul palco e diventò rinomato per i lavori creati per la sua Louis Falco Dance Company e per la sua coreografia del film del 1980 Saranno famosi. Dopo l'esplosivo successo del film iniziò una carriera nella coreografia commerciale, compresi video musicali per numerosi artisti di MTV. L'ultima esibizione della Falco Company a New York fu per l'inaugurazione del Joyce Theater nel 1982.
Falco completò la coreografia per diversi film e commissionò lavori di danza, alcuni dei quali non furono mai eseguiti negli Stati Uniti. Nel 1986 fu riconosciuto per una serie di premiati spot televisivi. 
Morì di AIDS nel 1993.

## Lavori

### Lavori scelti
- Escargot
- The Sleepers
- Caviar
- Journal
- Argot
- Huescape
- Timewright
- Caviar
- The Eagle's Nest
- Nights In A Spanish Garden
- Tutti-frutti
- Cooking French
- Jack-In-The-Box
- Reunion in Portugal
- Journal
- Eclipse
- Caterpillar
- The Lobster Quadrille
- The Gamete Garden

### Video musicali scelti
- Kiss per Prince
- Why Can't I Have You per The Cars
- Country Boy per Ricky Scaggs